# Frankie and Johnny
«Frankie and Johnny» — американcкая песня. Впервые была опубликована в 1904 году под титулом «He Done Me Wrong».

## Версия Элвиса Пресли
По продажам в США сингл Элвиса Пресли с этой песней был 27 марта 1992 года Американской ассоциацией звукозаписывающих компаний сертифицирован золотым.